# Бурхановский, Иван Васильевич
Бурхановский Иван Васильевич (ок. 1775 — 1829) — офицер Российского императорского флота, участник Средиземноморского похода вице-адмирала Ф. Ф. Ушакова, осады Корфу, участник войны с Францией 1804—1807 годов, Георгиевский кавалер за 18 морских кампаний, капитан 2 ранга.

## Биография
Иван Васильевич Бурхановский 2-й родился в дворянской семье. 1 сентября 1791 года, вместе со старшим братом Владимиром Бурхановским 1-м и младшим братом Фёдором Бурхановским 3-м, был определён в Черноморский Морской шляхетский корпус в Херсоне. 13 мая 1794 года произведён в гардемарины. В 1794 и 1795 годах проходил корабельную практику на кораблях Черноморского флота, плавал в Азовском и Чёрном морях. 1 января 1796 года, после окончания корпуса, произведён в мичманы.

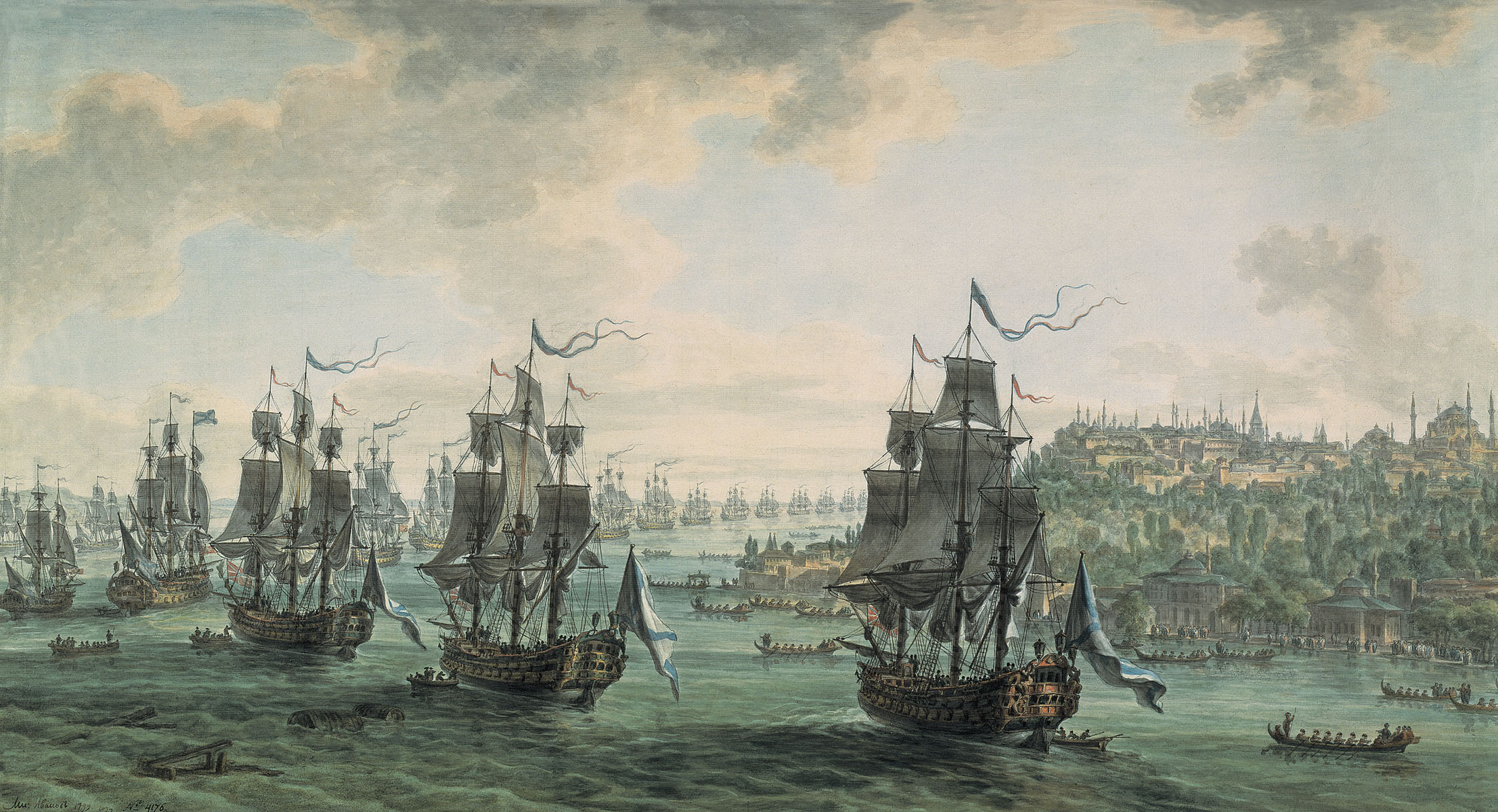
Эскадра под командованием Ф. Ф. Ушакова, идущая Константинопольским проливом Худ. М. Иванов

13 августа 1798 года на борту бригантины «Лев» в составе эскадры вице-адмирала Ф. Ф. Ушакова перешёл из Севастополя в Средиземное море для совместных с турецким флотом действий против французов. С 9 ноября 1798 по 3 марта 1799 года принимал участие в блокаде острова Корфу. Затем, с 15 апреля 1799 года на 50-пушечном фрегате «Святой Николай» крейсировал у южного побережья Италии, участвовал: 23 апреля — во взятии Бриндизи, 1 мая — во взятии Мола-ди-Бари, 2 мая — во взятии Барии и 9 мая — при высадке в порту Манфредония десантных войск, предназначенных для наземных операций в провинции Апулия. 23 июня 1799 года возвратился на Корфу.
24 июля 1799 года на фрегате «Святой Николай» в составе эскадры вице-адмирала Ушакова вышел из Корфу для совместных с британским флотом действий против французов. 3 августа прибыл в Мессину, 19 августа в составе отряда капитана 2-го ранга А. А. Сорокина отделился от эскадры и 25 августа прибыл в Неаполь для поддержки десантного отряда капитана 2-го ранга Г. Г. Белли. С января 1800 года по просьбе неаполитанского правительства и с Высочайшего повеления фрегат «Святой Николай» находился в Неаполе. В июле 1802 года вернулся в Россию. 10 марта 1804 года Бурхановский был произведён в лейтенанты.
В 1805 году на корабле «Святой Михаил» перешел из Севастополя к о. Корфу. Командовал бригом «Флора», предоставленным неаполитанским правительством в распоряжение контр-адмирала А. С. Грейга для почтового сообщения между Неаполем и Корфу. 6 декабря 1805 года бриг отличился в бою у острова Илизино с французской шебекой, за что Бурхановский был награжден орденом Святой Анны 3-й степени. В 1806 году крейсировал на том же бриге между Корфу и Бокка-ди-Каттаро. 
В апреле-мае 1807 года на 66-пушечном линейном корабле «Азия» вместе с фрегатом «Легкий» ходил в Лепантский залив (сейчас Коринфский залив) для поиска турецких судов, где 5 мая у острова Зантеони захватили корсарское судно. 9 мая — участвовали в бомбардировке крепости Патрас, а затем вернулись в Корфу. В ноябре 1807 года участвовал в сопровождении транспортов с войсками в Анкону, 28 декабря 1807 года в составе отряда капитана 1-го ранга И. О. Салтанова прибыл из Корфу в Триест, где был назначен командиром 18-пушечного брига «Феникс». 20 января 1808 года перешёл в Венецию, где 27 сентября 1809 года бриг был продан французскому правительству, а экипаж вернулся в Россию.
1 марта 1810 года произведён в капитан-лейтенанты. 26 ноября 1810 года «за беспорочную выслугу в офицерских чинах, 18-ти шестимесячных морских кампаний» награждён орденом Святого Георгия 4-й степени (№ 2261). Служил на Чёрном море, в 1811 году командовал бомбардирской лодкой № 17, занимал брандвахтенный пост в Феодосии. В 1812 году принял командование над 20-пушечным корветом «Шагин-Гирей», на котором транспортировал гарнизон генерал-майора К. К. Бухгольца из крепости Анапа, переданной Турции по условиям Бухарестского мира.
В 1813 году на борту 8-пушечного брига «Алексей» крейсировал у Крымского побережья, в 1814 году на борту 74-пушечного линейного корабля «Кульм» совершил переход из Николаева в Севастополь. В 1815—1816 годах занимал различные административные посты в порту Севастополя, осуществлял доставку флотских рекрутов из Чернигова. В 1817 году командовал канонерской лодкой № 16 на брандвахтенном посту Херсона, в 1821—1826 годах исправлял в Херсоне должность эскадренного майора при контр-адмирале Ф. Т. Быченском. 22 марта 1823 года был произведён в капитаны 2-го ранга.
Иван Васильевич Бурхановский умер 4 декабря 1829 года.

## Семья
Иван Васильевич Бурхановский был женат на поместной дворянке Елене Афанасьевне Рафтопуло (1800), которая владела поместьем площадью 1400 десятин в Херсонской губернии. В браке имели семерых детей: дочери Анастасия (рожд. 1819), Ольга (рожд. 1820), Александра (рожд. 1828) и четыре сына:
- Василий (1817—1893) — участник Синопского сражения, Крымской войны, обороны Севастополя, Георгиевский кавалер за выслугу 25-ти лет в офицерских чинах, контр-адмирал.
- Афанасий (рожд. 1821)
- Владимир (1822—1858) — морской офицер, служил на кораблях Черноморского флота, лейтенант.
- Захар (1827—1885) — морской офицер, служил на кораблях Черноморского флота, заведовал инструментальной камерой гидрографической части Черноморского флота, капитан 2 ранга.